# Puck Odolphy
Puck Odolphy is een personage uit de Nederlandse soapserie Goede tijden, slechte tijden. Ze werd gespeeld door Annefleur van den Berg en was te zien van 30 augustus 2019 tot 30 maart 2020.

## Verhaallijn
Na een verblijf in Frankrijk komt modeontwerpster Puck naar Meerdijk; ze gaat aan de slag bij La Nina, de kledinglijn van Nina Sanders met wie ze in Miami heeft gestudeerd. Puck wordt door Nina voorgesteld aan rechercheur Daan Stern op wie ze verliefd wordt; dit als afleiding van de geheime verhouding die de getrouwde Nina met Daan had. Nina krijgt spijt en Puck wordt op staande voet ontslagen; zogenaamd omdat ze haar werk niet naar behoren zou uitvoeren. Vervolgens barst er een concurrentiestrijd los met Daan als middelpunt. Puck begint zelf een kledinglijn met gestolen ontwerpen die oorspronkelijk voor La Nina waren bedoeld; op zoek naar contacten loopt ze oud-fotomodel Linda Dekker tegen het lijf. Linda  twijfelt omdat zij als ex-schoonzus van Nina's moeder op de hoogte is van de ruzie. Na ter plekke met Nina te hebben gevochten kan Puck die contacten vergeten; uit wraak gooit ze de beerput open op de site Trash for Chica's. Nina beraamt een tegenoffensief; ze belt naar Frankrijk en komt erachter dat Puck nooit ontwerpster is geweest, hooguit filiaalmanager bij de Zibra. Puck wordt publiekelijk afgeschilderd als "een nobody, een oplichtster en een copycat". Toch leidt dit ertoe dat Puck een exclusieve deal krijgt, alleen moet ze er nog een geldschieter voor zien te vinden. Linda besluit alsnog haar hulp aan te bieden, hoe moeilijk dat ook is, en raakt geïnspireerd om haar eigen kledinglijn Linlicious nieuw leven in te blazen. Een samenwerking lijkt de volgende stap, maar deze eindigt al in een vroeg stadium; Puck vindt Linda een talentloos en prehistorisch fossiel, maar zelf weet ze de investeerders niet te overtuigen omdat haar kledinglijn (La Puck) een eigen identiteit mist. 
Ondertussen is de liefdeloze relatie met Daan verbroken en legt Puck het bij met Nina. Lang duurt dat niet omdat Nina weer met Daan afspreekt, en door haar echtgenoot Bing Mauricius op heterdaad wordt betrapt. Puck neemt wraak door namens La Nina een bestelling te plaatsen voor La Puck. Haar plan slaagt, maar ze kan niet van de overwinning genieten en biecht alles op aan Nina die door haar vreemdgaan uit huis is gezet. Pas nadat Puck uit noodzaak een belangrijke opdracht binnensleept voor La Nina wordt ze weer in genade aangenomen. 
Wanneer Puck een jurk voor Tiffy Koster wil ontwerpen, is er zelf zo enthousiast op dat ze het op een online modeplatform post, waar de interesse wordt gewekt van een Russische modeontwerpster. Wanneer Puck door haar wordt gevraagd om de jurk aan haar af te staan, wil ze dat al te graag doen. Voorwaarde is wel dat Puck naar Rusland moet komen om voor haar te werken. Uiteindelijk vertrekt Puck naar Rusland, met de jurk van Tiffy. 